# Глезденёв, Павел Петрович
Па́вел Петро́вич Глезденёв (при рождении Ислам-Гарей Мендияров — мар. Мендиарын Ислам-Гарей, литературное имя Пагул Ача; 9 [21] апреля 1867, деревня Тумбагуш, Белебеевский уезд Уфимская губерния — 28 мая 1923, Вятка) — марийский просветитель, литератор и этнограф. Один из основоположников марийской художественной литературы.

## Биография
Из крестьянской семьи. Окончил Бирскую учительскую семинарию (1887), Уфимскую духовную семинарию (1898), Казанскую духовную академию (1906). Один из основателей журнала-ежегодника «Марла календарь» (1907), автор учебников «Туналтыш марла книга» («Начальная марийская книга»), «Вес марла книга» («Другая марийская книга»), учебника арифметики на марийском языке. С 1907 в Вятке: епархиальный миссионер, священник; в 1918 отказался от сана. С 1915 издатель газеты «Военные известия» (на мар. языке «Война увер», на удмуртском «Войнаысь ивор» и татарском языках). Один из руководителей 1-го Съезда Общества мелких народностей Поволжья (Казань, май 1917), 1-го Всероссийского Съезда народа мари (Бирск, июль 1917). Организатор национального движения «Марий ушем» в Вятской губернии. Автор первых политических брошюр на марийском языке «Партия-шамыч» («Партии»), «Кугыжаныш пашам ончымаш» («Государственное управление»). Заведующий отделом инородческого образования Вятского губернского земства (1917—1918), преподаватель марийского и удмуртского языков, учёный секретарь Вятского института народного образования (1919—1923), Заведующий отделом Вятского НИИ краеведения: исследователь этнографии финно-угорских народов. Автор научных работ «Юридическая сторона брака черемис», «О черемисах Уфимской губернии» и др. Автор первых опубликованных на марийском языке стихотворения («Вараксим муро», 1907) и пьесы («Мужедше», 1917). Сыграл выдающуюся роль в рождении марийской печати, развитии общественно-политической мысли, марийского литературного языка.

## Память
С 2020 года имя Павла Глезденёва носит сквер в 9-м микрорайоне города Йошкар-Олы Марий Эл.